# Vermisst (Fernsehserie)
Vermisst ist eine deutsche Doku-Soap. Sie wird von Endemol produziert und seit dem 18. November 2007 von RTL ausgestrahlt. Als dritte Moderatorin der Sendung fungierte 2022 RTL-Redakteurin Kathrin Degen. Aufgrund schlechter Quoten wurde die Staffel 13 nach nur drei Folgen von RTL abgesetzt. Die verbleibenden Folgen wurden unerwartet im Dezember 2022 auf dem Spartensender RTLup ausgestrahlt.

## Handlungen
In der Fernsehserie wird die Moderatorin zu einer Person gerufen, die einen Familienangehörigen oder nahestehenden Menschen seit langen Jahren nicht mehr oder noch nie gesehen hat. Nachdem sie genügend Informationen über die verschwundene Person erhalten hat, macht sich die Moderatorin auf die Suche, bis sie die Person gefunden hat. Dies kann dazu führen, dass sie die Person am Arbeitsplatz oder im Urlaub überrascht. Meist umfasst jede Sendung zwei Fälle. Für die Serie bereist die Moderatorin nahezu jeden Kontinent und verbringt dort bis zu drei Monate mit der Suche nach der vermissten Person. Der Off-Sprecher war meist Patrick Linke, seit 2022 ist es die Moderatorin Kathrin Degen selbst.
Seit der vierten Staffel werden auch Fälle gezeigt, in denen die gesuchte Person nicht gefunden wurde und aufgerufen wird, sich zu melden, falls man die vermisste Person kennt. Im Februar 2011 wurde eine Sondersendung mit dem Titel: Vermisst Spezial – Spurlos verschwunden gezeigt. Es folgten zwei Spezialausgaben unter dem Titel Vermisst – Das Wiedersehen, worin Julia Leischik einige Familien und Personen besuchte, die wieder vereint wurden.

## Ausstrahlung
| Staffel              | Episoden | Erstausstrahlung                       | Sendeplatz      | Moderation     |
| -------------------- | -------- | -------------------------------------- | --------------- | -------------- |
| Staffel 1            | 9        | 18. November 2007 bis 13. Januar 2008  | So, 19:05 Uhr   | Julia Leischik |
| Staffel 2            | 5        | 7. September 2008 bis 5. Oktober 2008  | So, 19:05 Uhr   | Julia Leischik |
| Staffel 2            | 7        | 16. November 2008 bis 11. Januar 2009  | So, 19:05 Uhr   | Julia Leischik |
| Staffel 3            | 10       | 8. März 2010 bis 17. Mai 2010          | Mo, 21:15 Uhr   | Julia Leischik |
| Spurlos verschwunden | 1        | 13. Februar 2011                       | So, 19:05 Uhr   | Julia Leischik |
| Staffel 4            | 7        | 2. Mai 2011 bis 27. Juni 2011          | Mo, 21:15 Uhr   | Julia Leischik |
| Das Wiedersehen      | 2        | 4. und 11. Juli 2011                   | Mo, 21:15 Uhr   | Julia Leischik |
| Staffel 5            | 10       | 9. Dezember 2012 bis 10. Februar 2013  | So, 19:05 Uhr   | Sandra Eckardt |
| Staffel 6            | 10       | 1. Dezember 2013 bis 9. Februar 2014   | So, 19:05 Uhr   | Sandra Eckardt |
| Das Wiedersehen      | 1        | 29. Mai 2014                           | Do, 19:05 Uhr   | Sandra Eckardt |
| Staffel 7            | 11       | 7. Dezember 2014 bis 15. Februar 2015  | So, 19:05 Uhr   | Sandra Eckardt |
| Staffel 8            | 14       | 22. November 2015 bis 21. Februar 2016 | So, 19:05 Uhr   | Sandra Eckardt |
| Staffel 9            | 13       | 11. Dezember 2016 bis 19. März 2017    | So, 19:05 Uhr   | Sandra Eckardt |
| Staffel 10           | 15       | 7. Januar 2018 bis 8. April 2018       | So, 19:05 Uhr   | Sandra Eckardt |
| Staffel 11           | 5        | 9. September 2018 bis 7. Oktober 2018  | So, 19:05 Uhr   | Sandra Eckardt |
| Staffel 11           | 7        | 10. März 2019 bis 28. April 2019       | So, 19:05 Uhr   | Sandra Eckardt |
| Staffel 12           | 12       | 24. November 2019 bis 9. Februar 2020  | So, 19:05 Uhr   | Sandra Eckardt |
| Staffel 13           | 3        | 20. Februar 2022 bis 13. März 2022     | So, 16:30 Uhr   | Kathrin Degen  |
| Staffel 13           | 6        | 22. und 29. Dezember 2022              | Do, 20:15 Uhr 1 | Kathrin Degen  |

## Einschaltquoten
Die erste Folge, die am 18. November 2007 ab 19:05 Uhr ausgestrahlt wurde, verfolgten 2,02 Millionen Zuschauer der werberelevanten Zielgruppe (17,0 Prozent Marktanteil), insgesamt waren es 4,2 Millionen Zuschauer bei 13,8 Prozent Marktanteil. Die zweite Folge sahen 4,86 Millionen Zuschauer (15,6 Prozent Marktanteil), in der Gruppe der 14- bis 49-Jährigen waren es 2,41 Millionen (20,0 Prozent Marktanteil).
Die Marktanteile schwanken zwischen 14 und 20 %. Die Rekordzuschauerzahl wurde am 26. April 2010 gemessen, als 6,05 Millionen Menschen zuschauten.

### Fünfte Staffel
Am 20. Januar 2013 konnte Vermisst mit mehr als 5,50 Millionen Zuschauern rechnen. Das war für diese Staffel bisher der beste Wert, wie auch bei den 14–19-Jährigen gute Werte zu erfassen sind.
Mit durchschnittlich 17,1 Prozent Marktanteil war die fünfte Staffel trotz des Weggangs von Julia Leischik ein voller Erfolg.
| Quoten der fünften Staffel | Quoten der fünften Staffel | Quoten der fünften Staffel | Quoten der fünften Staffel | Quoten der fünften Staffel       | Quoten der fünften Staffel     |
| Folge                      | Erstausstrahlung           | Zuschauerzahl ab 3 Jahren  | Marktanteil ab 3 Jahren    | Zuschauerzahl 14- bis 49-Jährige | Marktanteil 14- bis 49-Jährige |
| -------------------------- | -------------------------- | -------------------------- | -------------------------- | -------------------------------- | ------------------------------ |
| Folge 1                    | So, 9. Dezember 2012       | 4,31 Mio.                  | 13,8 %                     |                                  | 14,4 %                         |
| Folge 2                    | So, 16. Dezember 2012      | 4,54 Mio.                  | 15,1 %                     |                                  | 16,0 %                         |
| Folge 3                    | So, 23. Dezember 2012      | 3,75 Mio.                  | 13,2 %                     |                                  | 15,5 %                         |
| Folge 4                    | So, 30. Dezember 2012      | 3,71 Mio.                  | 13,0 %                     |                                  | 14,4 %                         |
| Folge 5                    | So, 6. Januar 2013         | 4,74 Mio.                  | 15,4 %                     | 1,99 Mio.                        | 17,6 %                         |
| Folge 6                    | So, 13. Januar 2013        | 5,02 Mio.                  |                            |                                  | 18,4 %                         |
| Folge 7                    | So, 20. Januar 2013        | 5,50 Mio.                  | 16,7 %                     |                                  | 19,0 %                         |
| Folge 8                    | So, 27. Januar 2013        | 5,73 Mio.                  | 17,8 %                     |                                  | 19,5 %                         |
| Folge 9                    | So, 3. Februar 2013        | 5,32 Mio.                  |                            |                                  | 18,7 %                         |
| Folge 10                   | So, 10. Februar 2013       | 5,31 Mio.                  |                            |                                  | 17,8 %                         |

### Sechste Staffel
Im Oktober 2013 wurde bekannt, dass RTL eine sechste Staffel ab dem 1. Dezember ausstrahlen wird.
Mit durchschnittlich 16,9 Prozent Marktanteil war auch die sechste Staffel quotentechnisch wieder ein großer Erfolg.
| Quoten der sechsten Staffel | Quoten der sechsten Staffel | Quoten der sechsten Staffel | Quoten der sechsten Staffel | Quoten der sechsten Staffel      | Quoten der sechsten Staffel    |
| Folge                       | Erstausstrahlung            | Zuschauerzahl ab 3 Jahren   | Marktanteil ab 3 Jahren     | Zuschauerzahl 14- bis 49-Jährige | Marktanteil 14- bis 49-Jährige |
| --------------------------- | --------------------------- | --------------------------- | --------------------------- | -------------------------------- | ------------------------------ |
| Folge 1                     | So, 1. Dezember 2013        | 4,64 Mio.                   | 16,0 %                      | 1,66 Mio.                        | 16,5 %                         |
| Folge 2                     | So, 8. Dezember 2013        | 4,94 Mio.                   | 17,3 %                      |                                  |                                |
| Folge 3                     | So, 15. Dezember 2013       | 5,08 Mio.                   | 17,6 %                      |                                  | 18,2 %                         |
| Folge 4                     | So, 22. Dezember 2013       | 4,66 Mio.                   | 16,4 %                      | 1,64 Mio.                        | 15,9 %                         |
| Folge 5                     | So, 5. Januar 2014          | 4,69 Mio.                   | 15,9 %                      | 1,53 Mio.                        | 15,3 %                         |
| Folge 6                     | So, 12. Januar 2014         | 5,05 Mio.                   |                             |                                  | 15,5 %                         |
| Folge 7                     | So, 19. Januar 2014         | 5,54 Mio.                   | 17,9 %                      |                                  | 19,6 %                         |
| Folge 8                     | So, 26. Januar 2014         | 5,89 Mio.                   | 18,5 %                      |                                  |                                |
| Folge 9                     | So, 2. Februar 2014         | 5,35 Mio.                   | 16,9 %                      | 1,86 Mio.                        | 16,5 %                         |
| Folge 10                    | So, 9. Februar 2014         | 4,94 Mio.                   | 15,0 %                      |                                  | 16,5 %                         |

### Siebte Staffel
Am 7. Dezember 2014 begann die mittlerweile siebte Staffel von Vermisst. Diese Staffel umfasste erstmals 11 Folgen.
| Quoten der siebten Staffel | Quoten der siebten Staffel | Quoten der siebten Staffel | Quoten der siebten Staffel | Quoten der siebten Staffel       | Quoten der siebten Staffel     |
| Folge                      | Erstausstrahlung           | Zuschauerzahl ab 3 Jahren  | Marktanteil ab 3 Jahren    | Zuschauerzahl 14- bis 49-Jährige | Marktanteil 14- bis 49-Jährige |
| -------------------------- | -------------------------- | -------------------------- | -------------------------- | -------------------------------- | ------------------------------ |
| Folge 1                    | So, 7. Dezember 2014       | 4,11 Mio.                  | 14,0 %                     | 1,31 Mio.                        | 12,3 %                         |
| Folge 2                    | So, 14. Dezember 2014      | 4,13 Mio.                  | 14,3 %                     | 1,24 Mio.                        | 12,2 %                         |
| Folge 3                    | So, 21. Dezember 2014      | 4,54 Mio.                  | 15,2 %                     | 1,45 Mio.                        | 14,1 %                         |
| Folge 4                    | So, 28. Dezember 2014      | 3,88 Mio.                  | 12,9 %                     | 1,28 Mio.                        | 12,5 %                         |
| Folge 5                    | So, 4. Januar 2015         | 4,47 Mio.                  | 14,7 %                     |                                  | 14,3 %                         |
| Folge 6                    | So, 11. Januar 2015        | 4,91 Mio.                  | 16,1 %                     |                                  | 15,0 %                         |
| Folge 7                    | So, 18. Januar 2015        | 5,43 Mio.                  | 17,6 %                     | 2,04 Mio.                        | 19,7 %                         |
| Folge 8                    | So, 25. Januar 2015        | 5,56 Mio.                  | 18,1 %                     | 1,98 Mio.                        | 18,5 %                         |
| Folge 9                    | So, 1. Februar 2015        | 5,30 Mio.                  | 17,1 %                     |                                  | 17,4 %                         |
| Folge 10                   | So, 8. Februar 2015        | 5,18 Mio.                  | 16,8 %                     | 1,58 Mio.                        | 15,5 %                         |
| Folge 11                   | So, 15. Februar 2015       |                            |                            |                                  |                                |

## Trivia
- Die Sendung wurde von Switch Reloaded parodiert.